# Czesław Polewiak
Czesław Polewiak (ur. 1 stycznia 1944 w Jeżopolu) – polski kolarz szosowy i przełajowy.
Skutecznie łączył uprawianie kolarstwa szosowego i przełajowego. Pięciokrotnie startował w mistrzostwach świata w kolarstwie przełajowym (amatorów): w 1967 był 22. (jako jedyny z Polaków nie został zdublowany), w 1973 był 23., ale już w 1974 zajął piąte miejsce, a w 1975 szóste. W ostatnim swoim występie w 1976 był 17. Siedem razy był mistrzem Polski w przełajach: w 1964, 1965, 1966, 1970, 1971, 1974 i 1975.
Trzykrotnie wziął udział w Wyścigu Pokoju: w 1966 był 22., w 1967 - 15., a w 1972 ponownie 22. Zajął 2. miejsce w Tour de Pologne 1970. Był mistrzem Polski w wyścigu górskim w 1971, wicemistrzem w 1965 i brązowym medalistą w 1968. Zdobył także srebrny medal  w mistrzostwach Polski w drużynowym wyścigu na czas w 1964 (w zespole LZS Nowogard).
Zajął 3. miejsce w Wyścigu Dookoła Austrii w 1968, a w 1971 był czwarty. Zwyciężył w Małopolskim Wyścigu Górskim i w Wyścigu Dziennika Łódzkiego, oba w 1966.
Był zawodnikiem LZS Nowogard, LKS Gryf Szczecin i WKS Flota Gdynia.